# Лобаниха (заказник)
Лоба́ниха — орнітологічний заказник місцевого значення в Україні. Об'єкт розташований на території Луцького району Волинської області, неподалік від села Несвіч. 
Площа — 232 га, статус отриманий у 2003 році. Перебуває у віданні: Несвічівська сільська рада.
У заказнику охороняється заболочена заплава річки Полонка (притока Чорногузки), що має важливе значення для міграції та розмноження близько 100 видів птахів. Тут гніздяться пірникоза мала (Podiceps ruficollis), бугай (Botaurus stellaris), бугайчик (Ixobrychus minutus), нерозень (Anas strepera), очеретянка чагарникова (Acrocephalus palustris), синьошийка (Luscinia svecica), гуска сіра (Anser anser), плиска жовтоголова (Motacilla citreola), крячок каспійський (Hydroprogne caspia), мартин сизий (Larus canus). 
У щорічних масових міграціях тут зафіксовано 12–15 тис. птахів, найчисленніші з яких сивкоподібні (Charadriiformes), горобцеподібні (Passeriformes), гусеподібні (Anseriformes). Кілька видів тварин занесені в Червону книгу України: гоголь (Bucephala clangula), журавель сірий (Grus grus), лелека чорний (Ciconia nigra), лунь польовий (Circus cyaneus), скопа (Pandion haliaetus), сорокопуд сірий (Lanius excubitor), чернь білоока (Aythya nyroca), горностай (Mustela erminea) та видра річкова (Lutra lutra), також занесена в Європейський Червоний список.

## Галерея

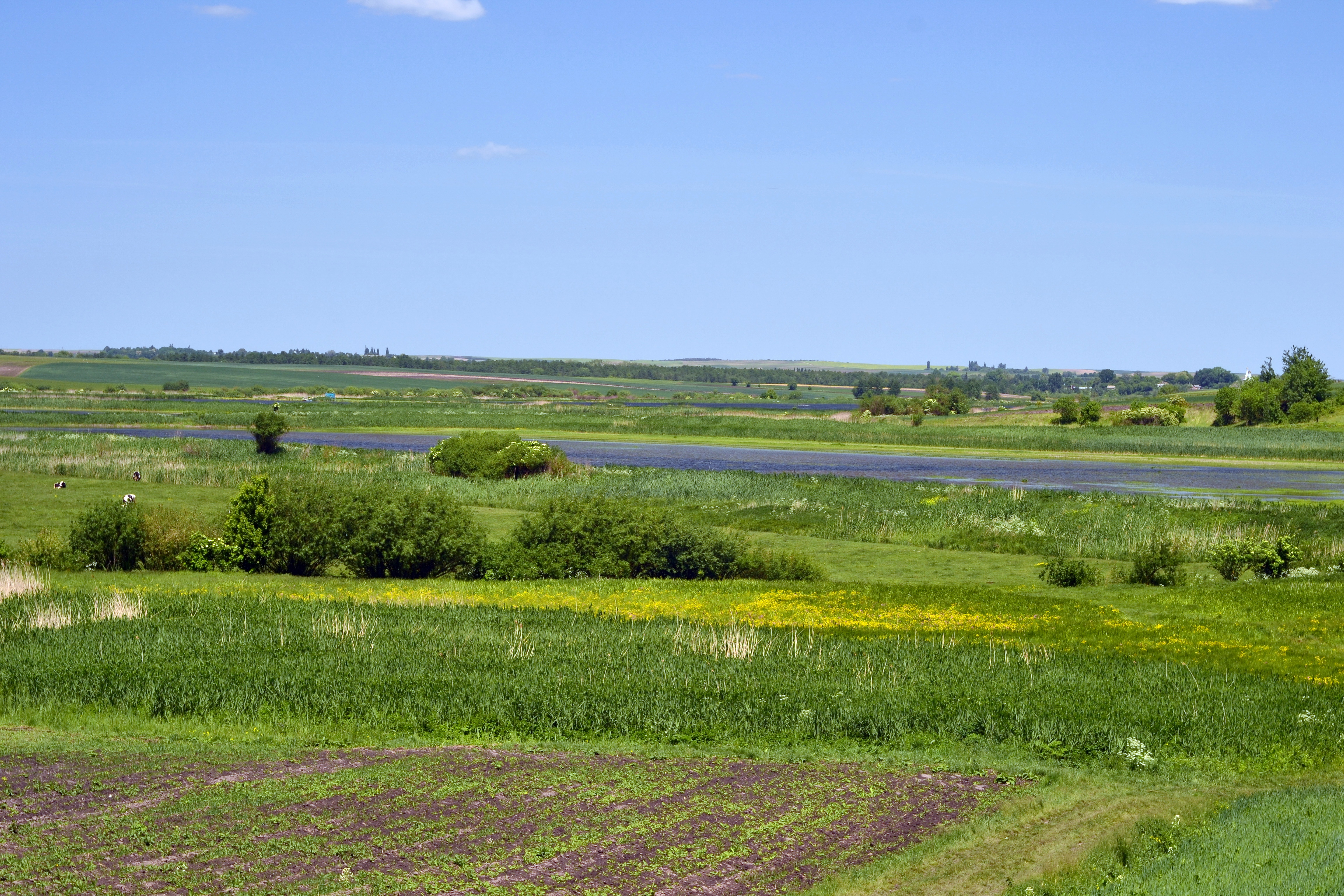
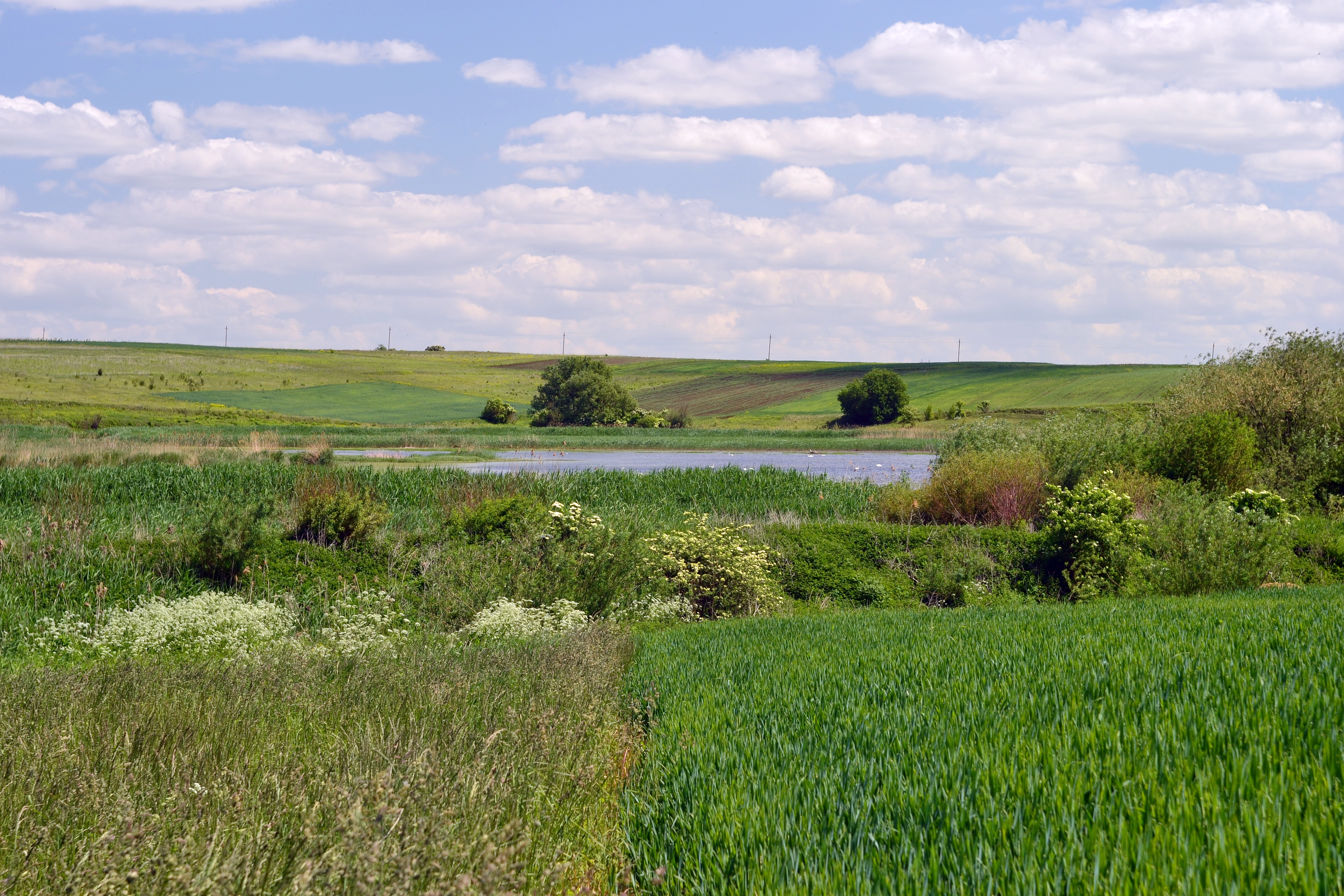
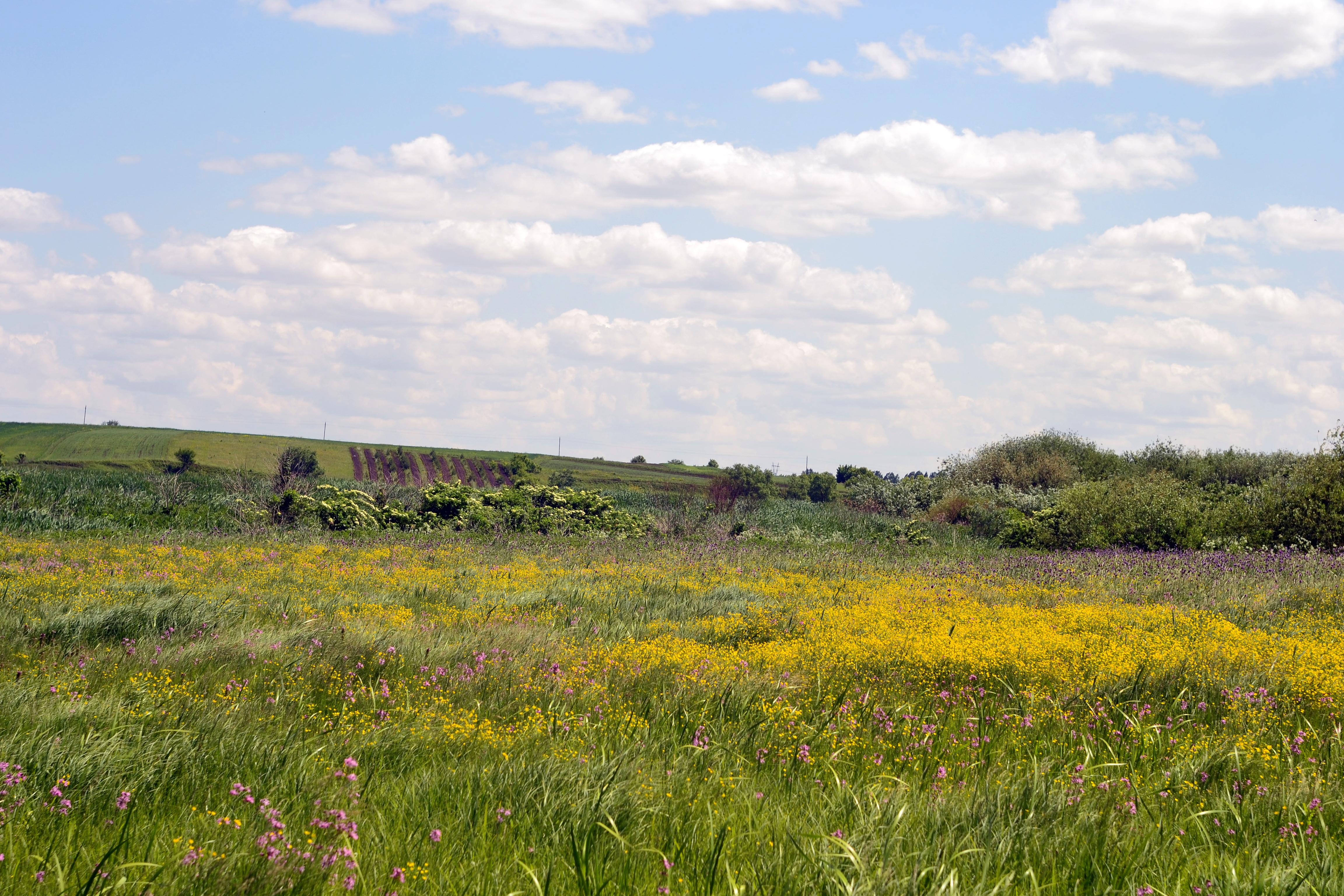
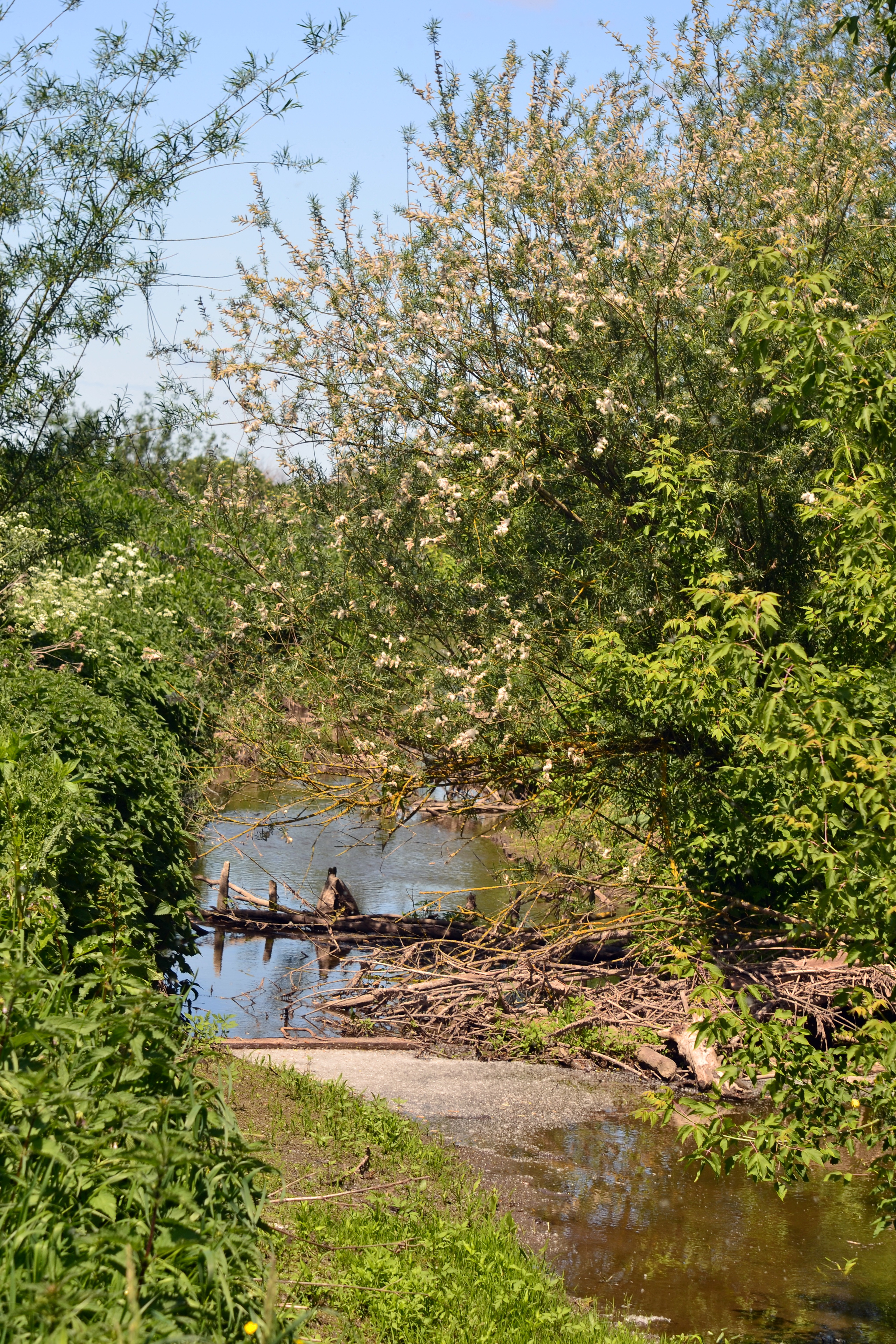
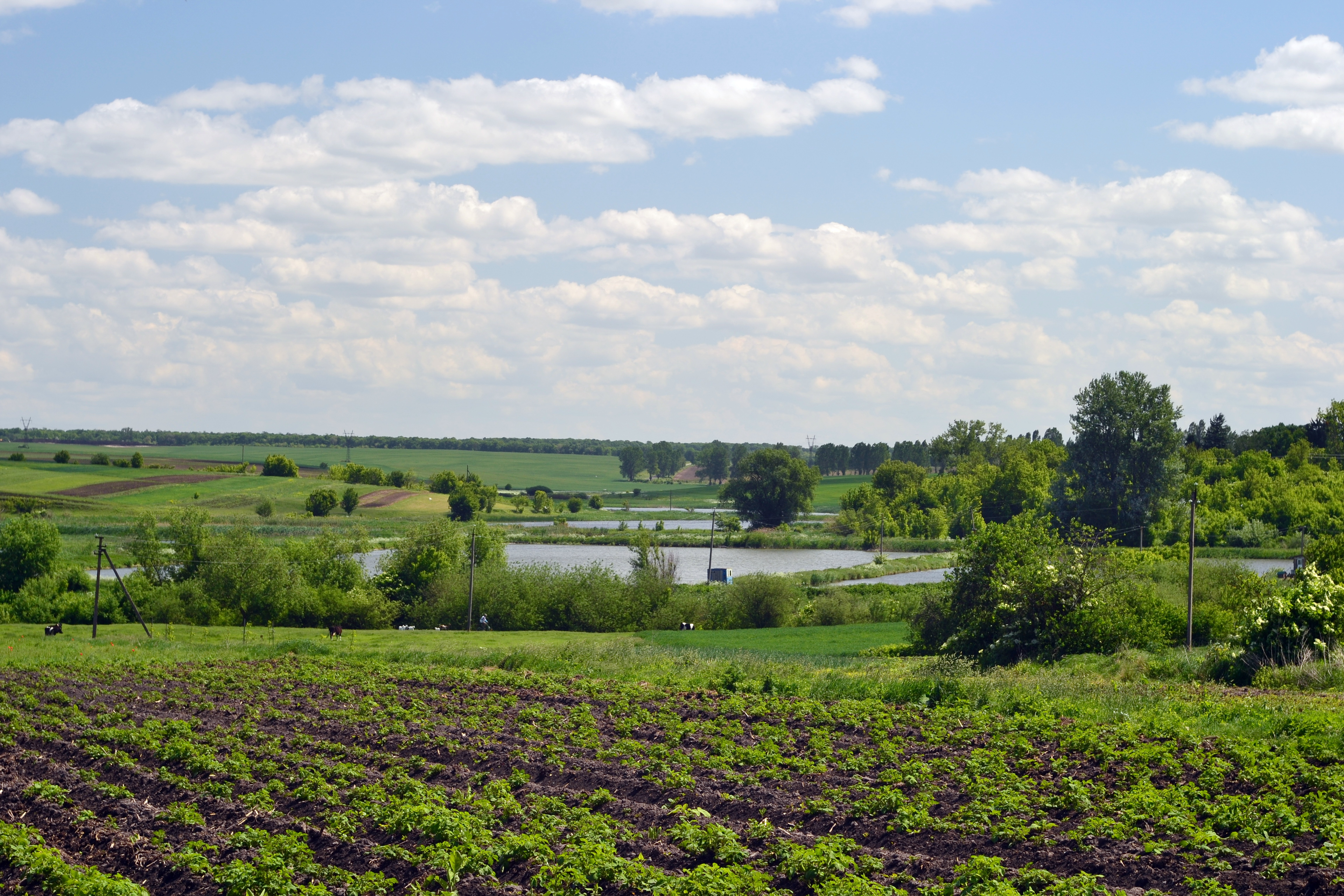